# Acutotyphlops
Acutotyphlops är ett släkte av ormar som ingår i familjen maskormar.
Arterna förekommer på sydostasiatiska öar, på Nya Guinea, på Salomonöarna och på mindre öar i regionen. De är av mindre storlek och vistas främst i det översta jordlagret. Släktets medlemmar äter antagligen små ryggradslösa djur. Dessa ormar lever i låglandet och i bergstrakter upp till 1100 meter över havet. Släktets medlemmar kännetecknas av en spetsig nos för att gräva i marken. Honor lägger ett fåtal ägg per tillfälle.
Arter enligt Catalogue of Life:
- Acutotyphlops infralabialis
- Acutotyphlops kunuaensis
- Acutotyphlops solomonis
- Acutotyphlops subocularis

The Reptile Databas listar ytterligare en art:
- Acutotyphlops banaorum, i Filippinerna